# Cannabidivarina
La cannabidivarina (CBDV) è un cannabinoide non psicoattivo trovato nella pianta di Cannabis.
Si tratta di un omologo del cannabidiolo (CBD). Analogo al CBD, dispone di 7 isomeri a doppio legame e 30 stereoisomeri.
Le piante con livelli relativamente alti di CBDV sono stati scoperti in colture selvatiche di Cannabis indica nel nord-ovest dell'India, e nell'hashish nepalese.